# 올림픽 우크라이나 선수단
올림픽 우크라이나 선수단은 우크라이나를 대표하여 올림픽에 참가하는 선수단이다. 우크라이나는 1994년 독립 국가로 올림픽에 처음 참가한 이후 매년 하계올림픽과 동계올림픽에 선수단을 파견해 왔다. 최초로 금메달을 획득한 선수는 옥사나 바이울(Oksana Baiul)이었다. 그러나 처음으로 우크라이나 국기와 우크라이나 국가가 울린 것은 1992년, 소위 전 소련 공화국의 "통합 팀"의 일원으로 루한스크주 출신의 올렉 쿠체렌코가 바르셀로나에서 금메달을 획득했을 때였다.
이전에는 현대 우크라이나 선수들이 대부분 러시아 제국(1900~1912)과 1952년부터 1988년까지 소련의 일원으로 참가했으며, 소련이 해체된 후 1992년에는 우크라이나 선수들이 통일팀에 속해 있었다. 타티아나 구츠 1992년 독립 우크라이나 출신의 통합팀 최고의 선수가 되었다.
독립적으로, 우크라이나는 독립을 되찾은 이후 총 148개의 메달(하계 올림픽에서 139개, 동계 올림픽에서 9개)을 획득했으며, 그 중 38개가 금메달로 러시아에 이어 소련 붕괴 이후 두 번째로 많은 메달을 획득했다. 여름에는 체조, 겨울에는 바이애슬론이 우크라이나 최고의 메달 획득 스포츠이다.
우크라이나 국가 올림픽 위원회는 1990년에 창설되었으며 1993년에 국제 올림픽 위원회의 승인을 받았다.

## 같이 보기
- 분류:우크라이나의 올림픽 참가 선수

## 참고 자료
- (영어) “Ukraine”. SR/Olympic Sports. 2009년 1월 6일에 원본 문서에서 보존된 문서. 2011년 10월 30일에 확인함.